# Apamea commixta
Apamea commixta là một loài bướm đêm trong họ Noctuidae.